# Albeck Obere Schattseite
Albeck Obere Schattseite je naselje v Občini Albeck v Okraju Trg na Koroškem v Avstriji.